# Почвы Москвы
Почвы Москвы — почва на территории города Москва, Россия.
Изначально почвенный покров Москвы состоял в основном из дерново-подзолистых почв. Большие площади приходились на массивы болотных почв. С течением времени в ходе значительного антропогенного влияния почвы поменяли строение, состав, режим функционирования: физические и химические характеристики. Протеканию естественных почвообразовательных процессов препятствуют масштабное строительство, срезка грунтов при вертикальной планировке, асфальтирование и пр.
Искусственное почвообразование происходит в основном благодаря насыпным грунтам при организации парков, скверов, бульваров и пр.

## Состав
Основными почвами Москвы являются дерново-подзолистые, занимающие 55,9 % территории. Затем идут болотно-подзолистые (19.2 %), серые лесные (8.2 %). Болотные почвы, в основном низинные и переходные, занимают 5 % территории, пойменные — 4,5 %, чернозёмные — 0,9 %.
Самые благоприятные для земледелия чернозёмы и серые лесные почвы, они же лучше всего освоены людьми.

## Состояние почв

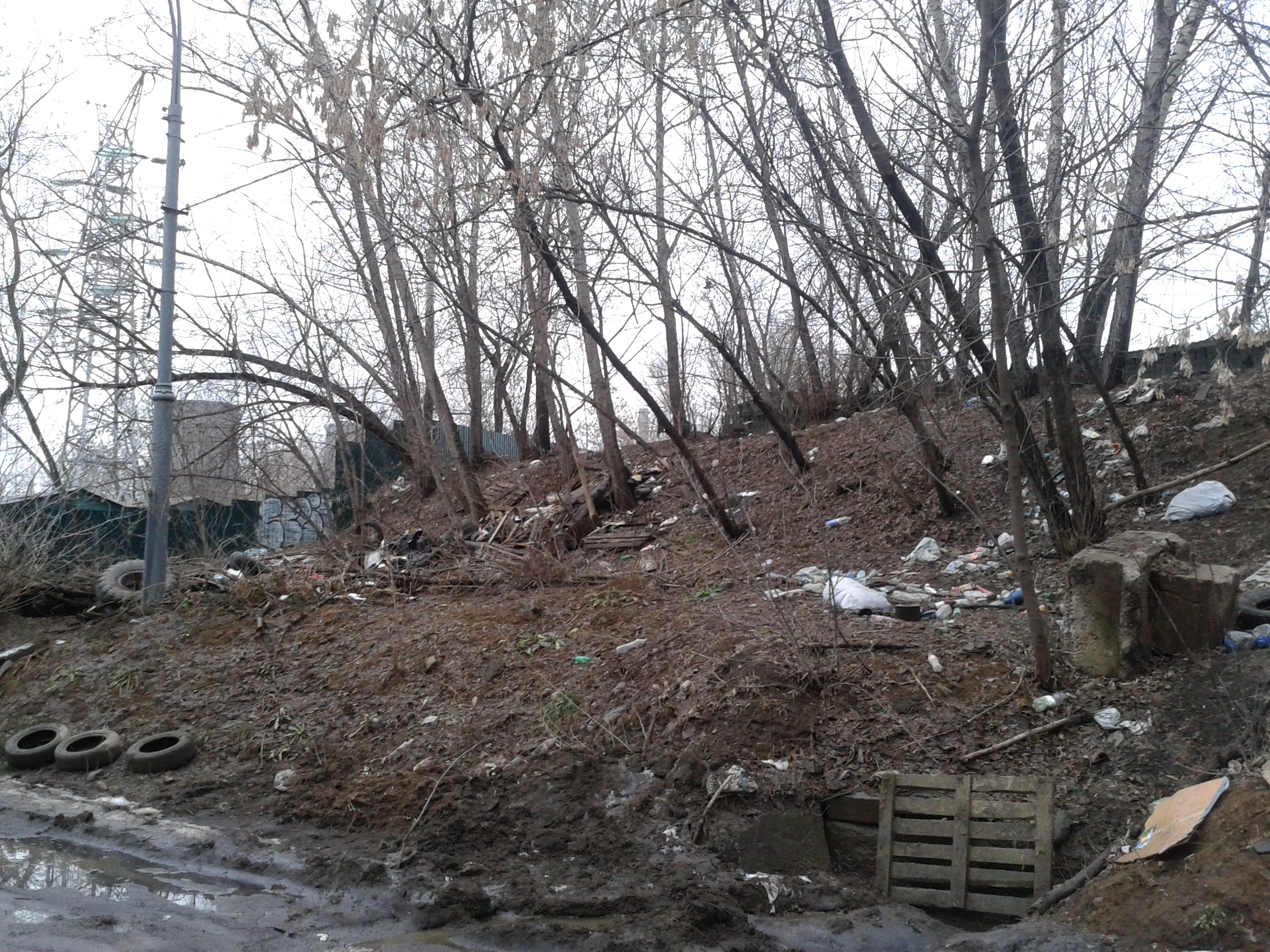
Загрязнение открытых почв в Москве (Хорошёвское шоссе у коллектора реки Таракановка)

В настоящее время в почвенном покрове Москвы начали распространяться так называемые урбанозёмы — почвы с неправильным строением профиля, несогласованным залеганием горизонтов, присутствием антропогенных горизонтов с высокой загрязнённостью тяжёлыми металлами и органическими веществами, строительных и бытовых отбросов.
Толщина антропогенно-преобразованного покрова составляет от пары сантиметров до одного и более метра. Характерно уменьшение мощности прогумусированной части почв до 2—4 см. Озеленённость городских почв находится на среднем-высоком уровне и составляет более 40 %, будучи стабильной на протяжении последних лет.
Запечатанность почвенного покрова Москвы находится на высоком уровне. По данным исследования за 2008 год, средняя и низкая запечатанность городских почв находится на уровне 50 %. Наибольший процент запечатанности (60 и 70 %) характерен для территорий жилой застройки на ул. Инженерная, Крондштадтском и Осеннем бульварах, минимальный (нулевой) в парковой и лесопарковой зоне (Нескучный сад, Коломенское, Братцево). До 30—40 % площади жилых застроенных зон занимают почвы, запечатанные асфальтом.